# Ceraticelus micropalpis
Ceraticelus micropalpis là một loài nhện trong họ Linyphiidae.
Loài này thuộc chi Ceraticelus. Ceraticelus micropalpis được James Henry Emerton miêu tả năm 1882.